# Голубниця
Голубниця (словац. Holubnica) — річка в Словаччині, права притока Горнаду, протікає в окрузі  Списька Нова Весь.
Довжина — 12.5-13.7 км. Витік знаходиться в масиві Воловські гори — на висоті близько 840 метрів. Протікає територією міста Списька Нова Весь.
Впадає в Горнад на висоті приблизно 446 метрів.